# Compromesso Colombo
Il cosiddetto compromesso Colombo fu il lodo arbitrale emesso il giorno 22 giugno 1922 in una villa del Torinese che sanò la scissione del calcio italiano in due associazioni separate.

## Lo scisma del calcio italiano
La stagione 1921-1922 del calcio italiano era stata caratterizzata dallo svolgimento di due distinti campionati: le grandi e medie società, infatti, erano contrarie all'enorme numero di partecipanti al massimo torneo nazionale e – desiderose di una riduzione dei ranghi – avevano affidato a Vittorio Pozzo il compito di elaborare un progetto di riforma volto a una drastica compressione delle partecipanti al campionato. Il voto contrario delle piccole squadre, maggioritarie all'Assemblea federale della Federazione Italiana Giuoco Calcio (FIGC) nel bocciare il progetto Pozzo, comportò la fuga delle grandi società, che fondarono la Confederazione Calcistica Italiana (CCI) e organizzarono un proprio campionato privato in contrapposizione a quello federale.

## Le trattative

### Tentativi di riappacificazione prima dell'inizio del campionato
A fine settembre la FIGC presentò due proposte alla CCI per la riappacificazione:
- disputare nella stagione 1921-1922 un campionato di selezione a 72 squadre in modo da scegliere le 32 o le 24 ammesse in Prima Categoria nella stagione 1922-1923 (da ridurre, nel caso delle 32 squadre, a 24 nella stagione 1923-1924);
- oppure disputare già nella stagione 1921-1922 un campionato a 32 squadre (da ridurre a 24 dopo una stagione), delle quali sarebbero state ammesse direttamente le 16 semifinaliste nella stagione 1920-1921 mentre le altre 16 sarebbero state individuate attraverso un torneo di qualificazione pre-campionato.

La CCI, tuttavia, respinse le proposte della FIGC e propose di far disputare nella stagione 1921-1922, in luogo del regolare campionato di calcio, un campionato della CCI e un campionato della FIGC (al quale avrebbero dovuto essere ammesse anche le iscritte alla Seconda Divisione CCI), in modo da individuare le 24 ammesse al campionato riunificato 1922-1923 come segue:
- 20 squadre della CCI (le migliori 10 classificate di ognuno dei due gironi);
- 2 squadre della FIGC (la prima e la seconda classificata);
- 2 squadre individuate da un torneo di qualificazione tra le due penultime del campionato CCI e la terza e la quarta classificata del campionato FIGC.

La proposta fu tuttavia respinta dalla FIGC e così i due campionati ebbero inizio il 2 ottobre senza che lo scisma fosse stato risolto.

### L'accordo di Brusnengo
Entrambe le associazioni rivali sentirono ben presto la necessità di ricercare una riconciliazione: la CCI soffriva di una mancanza di legittimazione, specie a livello internazionale dalla FIFA, mentre la FIGC aveva palesato il problema riscontrato nei due campionati precedenti con un campionato interminabile che immancabilmente debordava nel periodo estivo.
Secondo il resoconto storiografico della Fondazione Genoa 1893, nel mese di settembre si era verificato un segnale distensivo tra le parti, ovvero la concessione da parte della FIGC del titolo rimasto non assegnato di campione d'Italia 1915 al Genoa di Edoardo Pasteur, prima vicepresidente e poi presidente CCI, con la conseguente premiazione del club avvenuta l'11 dicembre 1921. Tale ricostruzione degli eventi, tuttavia, è stata contestata da ricerche storiografiche di parte avversa, che ritengono insussistente l'attribuzione del titolo.
A inizio dicembre tre rappresentanti della FIGC (Lombardi, Cavazzana e Senessi) e tre rappresentanti della CCI (Baruffini, Olivetti e Roghi) si incontrarono in una villa di Brusnengo, nei pressi di Biella, per trovare un accordo sotto l'arbitrato di Emilio Colombo, direttore de La Gazzetta dello Sport; presto l'accordo fu raggiunto, stabilendo che il campionato riunificato 1922-1923 avrebbe avuto 50 squadre, da ridursi però a 24 dopo una sola stagione; fu inoltre stabilito che, a partire dal 20 dicembre e fino alla conclusione delle trattative, non sarebbero stati autorizzati ulteriori trasferimenti di calciatori da un campionato all'altro. L'accordo di Brusnengo del 7 dicembre 1921 stabilì che le 50 squadre ammesse al campionato riunificato sarebbero state individuate come segue:
- 24 squadre CCI (le partecipanti al campionato CCI di Prima Divisione 1921-1922);
- 18 squadre FIGC (le migliori tre classificate di ogni girone regionale di Prima Categoria 1921-1922);
- 2 squadre FIGC (Bentegodi Verona e US Torinese) in quanto semifinaliste nella stagione 1920-1921;
- 1 squadra FIGC della Venezia Giulia;
- 3 squadre FIGC militanti in Prima Categoria a scelta della Federazione;
- 2 squadre individuate attraverso un torneo di qualificazione tra squadre federali di Prima Categoria e confederali di Seconda Divisione.

L'accordo, tuttavia, per essere valido avrebbe dovuto essere ratificato dalle assemblee di FIGC e CCI. Inoltre alcuni punti del compromesso furono contestati dalla stampa dell'epoca: ad esempio, Il Popolo Romano riteneva troppo elevato il numero di 50 squadre ammesse, esprimendo il timore che il progetto di ridurle a 24 a partire dalla stagione 1923-1924 non si sarebbe realizzato a causa dell'opposizione delle retrocedende, e propendeva per un campionato riunificato a 32 squadre.
Come conseguenza dell'accordo, la nazionale italiana di calcio poté impiegare i calciatori militanti nel campionato della CCI; inoltre la FIGC avrebbe informato dell'accordo la FIFA, in modo che quest'ultima autorizzasse le squadre confederali a disputare incontri contro squadre estere. Tuttavia, se l'accordo fu ratificato dall'assemblea delle squadre federali del 19 febbraio 1922, l'assemblea delle squadre confederali, svoltasi a Modena nello stesso giorno, ne chiese la revisione, ritenendo troppo elevato il numero di 50 squadre ammesse. Nella stessa assemblea della CCI alcuni delegati protestarono per il fatto che l'accordo di Brusnengo avesse leso i diritti delle due migliori società di Seconda Divisione, costrette a disputare le qualificazioni. Il presidente Baruffini rispose a tali critiche spiegando che in una precedente riunione del direttorio della Lega Nord era stata approvata, con 13 voti contro 11, una norma transitoria, proposta dall'avvocato Campi, che stabiliva che le due squadre vincenti la Seconda Divisione dovessero disputare una qualificazione con le ultime della Prima Divisione, ma per errore non erano state informate le dirette interessate. I delegati delle società di Seconda Divisione protestarono, sostenendo di aver aderito alla CCI dopo aver preso visione dello statuto che conteneva una disposizione contraria alla norma transitoria in questione. Campi suggerì allora di ammettere alla Prima Divisione unificata 36 squadre, individuate nelle 24 della Prima Divisione CCI, le migliori due classificate della Seconda Divisione CCI e 10 squadre della FIGC. Infine l'ordine del giorno Tonetti, che chiedeva l'approvazione dell'accordo di Brusnengo, fu respinto, mentre fu approvato l'ordine del giorno Murè che chiedeva una revisione dell'accordo che riducesse il numero di squadre ammesse e tenesse in maggior considerazione i diritti delle società di Seconda Divisione.

## L'accordo arbitrale
In seguito, avendo molte squadre della CCI contestato i termini del primo accordo, si arrivò a sottomettere la soluzione della controversia al giudizio di un arbitro, individuato nella persona del direttore de La Gazzetta dello Sport Emilio Colombo. La proposta federale era quella di organizzare un torneo a 50 squadre – rispetto alle 72 formanti il torneo prima della scissione – strutturato in vari gironi, ma al contrario i rappresentanti confederali ribadirono la difesa del progetto Pozzo di un campionato a 24 squadre.

### I punti del lodo
Emilio Colombo emise le sue decisioni il 22 giugno. Il lodo da lui presentato stabiliva che:
- le due associazioni sarebbero state riunificate mediante lo scioglimento della CCI e il reintegro delle società secessioniste nei ranghi federali;
- il campionato 1922-1923, ora denominato Prima Divisione sulla falsariga di quello organizzato dalla CCI, al Nord sarebbe stato composto da 36 squadre suddivise in tre gironi;
- il nuovo torneo sarebbe stato gestito operativamente dalla Lega Nord e dalla Lega Sud della disciolta CCI e ora integrate nell'organigramma della FIGC;
- nel settore meridionale si manteneva la solita struttura dei campionati regionali, riservandosi di operare tutte le misure necessarie per elevarne il tasso tecnico;
- le vecchie categorie venivano abolite e tutte le squadre affiliate alla FIGC sarebbero state redistribuite su quattro livelli; in particolare al Nord la Prima Categoria fu scissa in due divisioni (Prima e Seconda Divisione) a carattere nazionale e gestite dalla Lega Nord, mentre i comitati regionali federali avrebbero continuato a organizzare i campionati regionali, dove le precedenti categorie Promozione e Terza Categoria sarebbero state trasformate in Terza e Quarta Divisione;
- a partire dalla successiva stagione 1923-1924, il campionato della Lega Nord sarebbe stato formato da 24 squadre mediante la retrocessione di dodici squadre e il blocco «una tantum» delle promozioni;
- la FIGC doveva riconoscere la piena validità del titolo di campione d'Italia guadagnato dalla Pro Vercelli nel concluso torneo confederale.

### L'organico della nuova stagione
Stabilito dunque in 36 il numero delle partecipanti al nuovo campionato, Colombo individuò queste formazioni mediante i seguenti criteri:
- 12 provenienti dalla disciolta CCI, e cioè le prime sei classificate di ciascuno dei due gironi (Pro Vercelli, Novara, Bologna, Mantova, Andrea Doria e Juventus nel gruppo A, Genoa, Alessandria, Pisa, Modena, Padova e Casale nel gruppo B);
- 12 provenienti dalla Prima Categoria della FIGC, e cioè i campioni e i vicecampioni di ciascuno dei sei gironi regionali (Sampierdarenese e Speranza Calcio in Liguria, Novese e U.S. Torinese in Piemonte, Esperia Como e Cremonese in Lombardia, Petrarca Padova e Udinese in Veneto, SPAL e Virtus Bolognese in Emilia, Pro Livorno e Lucchese in Toscana);
- 6 in ulteriore riconoscimento del tasso tecnico del concluso torneo della CCI e cioè le classificate fino al nono posto di ciascuno dei due gironi (Verona, U.S. Milanese e Milan nel gruppo A, Legnano, Savona e Torino nel gruppo B);
- 6, infine, determinate da incontri di spareggio da disputarsi nel più breve tempo possibile tra sei squadre federali e altrettante confederali.

Questo spareggio, molto simile ai moderni «play-out», è quello che fu organizzato nella maniera più controversa:
- le sei squadre spareggianti della FIGC sarebbero state individuate a loro volta in un turno preliminare (di gara secca e campo neutro per abbreviare i tempi) tra le terze e quarte classificate dei sei raggruppamenti regionali, togliendo autoritariamente ogni possibilità di salvezza a numerose squadre peggio piazzate nel campionato federale, ma che comunque non erano retrocesse sul campo;
- le sei squadre confederali sarebbero state invece le restanti quattro società ad avere acquisito sul campo il diritto a partecipare alla Prima Divisione CCI della stagione successiva (le decime e undicesime classificate dei due gironi di Lega Nord), a cui si sarebbero aggiunte le due squadre vincitrici degli spareggi salvezza-promozione (i quali erano previsti dal regolamento del campionato CCI, modificato secondo la summenzionata "norma Campi" già nel 1921)[11][16][17][18] tra le ultime classificate dei gironi settentrionali della Prima Divisione (ovvero Vicenza e Inter) e le prime classificate della Seconda Divisione (Derthona e Sport Club Italia).

La decisione apparve discutibile, poiché nei ranghi federali si estromettevano d'ufficio dalla massima serie squadre che avevano pieno diritto a parteciparvi (comprese le vincenti dei campionati regionali di Promozione 1921-1922) senza concedere loro la possibilità di salvarsi mediante un torneo di qualificazione, mentre nei ranghi confederali le squadre inizialmente già sicure della salvezza furono obbligate a disputare gli spareggi d'ammissione e le ultime classificate dovettero disputare non più uno, ma due spareggi per evitare la relegazione.

## Gli spareggi salvezza
Pubblicato il lodo sulla maggior parte dei giornali il 26 giugno, le squadre interessate agli spareggi furono radunate in fretta e furia in piena estate, onde poter cominciare a disputare il turno preliminare già la domenica successiva 2 luglio. Gli accoppiamenti erano già stati decisi alla fine del lodo, anche se per quanto riguarda il turno preliminare CCI essi ricalcavano gli spareggi preventivati dal regolamento confederale, approvato nel 1921 in deroga allo Statuto.

### Turno preliminare FIGC
| Squadra 1        | Risultato | Squadra 2        |
| ---------------- | --------- | ---------------- |
| Rivarolese       | 2-0       | Valenzana        |
| Pastore          | 4-0       | Viareggio        |
| Como             | 1-2       | Piacenza         |
| Bentegodi Verona | 2-7       | Sestrese         |
| Parma            | 1-2       | Treviso          |
| Libertas Firenze | 2-1       | Enotria Goliardo |

| Novi Ligure 2 luglio 1922 | Rivarolese | 2 – 0 | Valenzana |  |

| Alessandria 2 luglio 1922 | Pastore | 4 – 0 | Viareggio |  |

| Milano 2 luglio 1922 | Como | 1 – 2 | Piacenza |  |

| Milano 2 luglio 1922 | Bentegodi Verona | 2 – 7 | Sestrese |  |

| Verona 2 luglio 1922 | Parma | 1 – 2 | Treviso |  |

| Bologna 2 luglio 1922 | Libertas Firenze | 2 – 1 | Enotria Goliardo |  |

### Turno preliminare CCI
L'Inter fu accoppiata ai concittadini dello Sport Club Italia, i quali si trovarono nell'impossibilità di schierare in campo undici giocatori e furono costretti a dare forfait, garantendo la vittoria per 2-0 a tavolino a favore dell'Inter. Peggiore sorte toccò invece al Vicenza, che fu sconfitto dall'emergente formazione tortonese del Derthona.
| Squadra 1         | Risultato  | Squadra 2 |
| ----------------- | ---------- | --------- |
| Sport Club Italia | 0-2 (tav.) | Inter     |
| Derthona          | 4-0        | Vicenza   |

|  | Sport Club Italia | 0 – 2 (tav.) | Inter |  |

| Legnano 2 luglio 1922 | Derthona | 4 – 0 | Vicenza |  |

### Spareggi salvezza
A questo punto era tutto pronto per l'ultimo atto: nelle domeniche del 9 e 16 luglio si svolsero dunque le sfide valide per l'assegnazione degli ultimi sei posti disponibili per la stagione entrante. In base al regolamento, si teneva conto solo dell'esito finale delle due gare, indipendentemente dal numero di gol segnati. Si considerarono quindi ai fini dei risultati finali 2 punti per ogni vittoria, 1 per ogni pareggio e 0 per ogni sconfitta.
| Squadra 1  | Totale | Squadra 2        | Andata | Ritorno    |
| ---------- | ------ | ---------------- | ------ | ---------- |
| Rivarolese | 3-1    | Venezia          | 0-0    | 2-1        |
| Spezia     | 1-3    | Pastore          | 1-1    | 1-2        |
| Piacenza   | 0-4    | Livorno          | 2-4    | 0-2 (tav.) |
| Brescia    | 2-2    | Sestrese         | 2-0    | 0-5        |
| Treviso    | 0-4    | Derthona         | 0-1    | 0-1        |
| Inter      | 3-1    | Libertas Firenze | 3-0    | 1-1        |

La fortuna del Brescia fu il regolamento, che prevedeva di tenere conto solo dell'esito finale delle due gare, indipendentemente dai gol segnati. Fu così che i cinque gol segnati dalla Sestrese in casa valsero due punti, esattamente come i due gol segnati dal Brescia all'andata, imponendo dunque uno spareggio che rappresentò la salvezza per il Brescia.
| Squadra 1 | Risultato | Squadra 2 |
| --------- | --------- | --------- |
| Brescia   | 2-0       | Sestrese  |

Diversi invece gli avvenimenti che promossero il Livorno a danno del Piacenza: in occasione della gara di andata del 9 luglio l'assenza dell'arbitro (sostituito da un dirigente del Piacenza) invalidò la vittoria esterna per 4-2 del Livorno; la ripetizione fu giocata il 16 luglio e vide nuovamente vittorioso il Livorno per 4-1. A quel punto il Piacenza si ritirò, perdendo per «forfait» il ritorno (in programma il 23 luglio) e il proprio posto in campionato.
Da segnalare infine l'Inter che, vincitrice a Milano riuscì a difendere il vantaggio nel ritorno a Firenze, estromettendo la Libertas Firenze dalla massima serie. Grazie a questo successo, il club nerazzurro è l'unico ad aver militato ininterrottamente nella massima serie del campionato italiano di calcio fin dalla propria stagione di debutto (1908-1909) senza mai retrocedere in una serie inferiore.

### Il ripescaggio dello Spezia
La convulsa estate del calcio italiano terminò con un ultimo colpo di coda finale: nel mese di settembre, a poche settimane dall'inizio del nuovo campionato, il Livorno e i concittadini della Pro Livorno decisero di fondersi in un'unica società – all'atto pratico fu la Pro Livorno a essere assorbita –, lasciando libero un posto nell'organigramma della massima serie. Alle sei squadre che avevano perso gli spareggi venne dunque concessa una possibilità di salvezza: ancora una volta furono convocate di urgenza, ma fu troppo tardi, visto che la Libertas Firenze non riuscì a radunare la propria rosa e il Piacenza fu costretto a ritirarsi.
| Squadra 1 | Risultato | Squadra 2 |
| --------- | --------- | --------- |
| Sestrese  | 1-0       | Venezia   |
| Spezia    | 3-0       | Treviso   |

Nota: data e luogo non citati.
La gara decisiva si tenne il 24 settembre a Reggio Emilia:
| Squadra 1 | Risultato | Squadra 2 |
| --------- | --------- | --------- |
| Spezia    | 2-1       | Sestrese  |

Gli spezzini recuperarono così la Prima Divisione e l'organico della nuova stagione venne definitivamente stabilito.

## La vittoria delle grandi società
L'esito del Compromesso Colombo fu in pratica una schiacciante vittoria delle grandi società della CCI sulla FIGC: la progettata riduzione a 24 squadre del torneo a partire dal 1923 comportò di fatto la totale accettazione del progetto Pozzo da parte della FIGC con due anni di ritardo: delle 36 società ammesse al campionato 1922-1923, 23 provenivano dalle file della disciolta CCI, mentre quelle dell'ormai debole torneo federale furono 13. Le piccole società furono definitivamente indirizzate verso i campionati regionali, mentre si aprirono le porte a un torneo di livello superiore dai costi accresciuti tra squadre metropolitane, quello che nel giro di sei anni si sarebbe concretizzato nella Serie A.